# Conte-type
Le conte-type est l'unité des bases de la classification Aarne-Thompson, outil de classement et d'étude des contes de transmission orale. Le conte-type est un schéma narratif particulier, dans lequel s'organisent de façon suffisamment stable des épisodes et des motifs narratifs. Si certains contes-types sont identifiables dans des contes du monde entier en dépit de variantes locales, le conte-type varie généralement selon les aires culturelles et dans le temps..

« Le conte-type est une reconstruction de la structure narrative d'un récit à partir de ses éléments les plus récurrents, y compris les réalisations régionales — les écotypes —, classés comme « sous-types » ou marqués d'une * dans la classification d'Aarne et Thompson. C'est dire que conte-type et variation, loin de s'exclure, sont corollaires l'un de l'autre. »

— A. Angelopoulos, M. Bacou, N. Belmont, J. Bru, Nommer / Classer les contes populaires : Éditorial

## Historique du concept
Le concept de conte-type, créé par le Finlandais Antti Aarne en 1910, permet les études comparatives en rassemblant sous un même numéro et un nom les différentes versions ou variantes d'un même conte.
Commencé au XVIIIe siècle par les frères Jacob et Wilhelm Grimm, le travail de collecte des contes incite les folkloristes (tout d'abord en Europe du Nord) à la compilation d'un matériau brut imposant. Le folkloriste finlandais Antti Aarne (1867-1925) élabore le concept  de conte-type, qui permet de rapprocher les variantes d'un même conte et de comparer les contes populaires de pays ou répertoires différents. Dans son Verzeichnis der Märchentypen, publié en 1910, les contes-types sont classés en catégories, chacun est défini par un numéro et un titre en allemand. Les contes-types sont établis de manière empirique, à partir des collectes dépouillées (essentiellement européennes au départ) et les catégories sont établies de manière intuitive, à la manière des catégories perçues par les collecteurs eux-mêmes.
En 1925 l'Américain Stith Thompson (1885-1976) traduit en anglais et élargit l'inventaire d'Aarne et le publie sous le titre The Types of the Folktale. Il en établit une seconde révision, augmentée, en 1961.
Établie par Hans-Jörg Uther, la troisième révision de cette classification, dénommée Classification Aarne-Thompson-Uther (ATU) est parue en 2004 sous le titre The Types of International Folktales (Folklore Fellows Communications, Helsinki, n° 284-285-286).

## Commentaires et critiques
La notion de conte-type a fait l'objet de critiques de Vladimir Propp dans sa Morphologie du conte, Propp étant partisan d'une approche morphologique, structuraliste. Tout en reconnaissant des mérites à la classification d'Aarne, Propp souligne que les « sujets » (terme habituellement utilisé en URSS) sont souvent intriqués, enchevêtrés dans les contes, et que donc dans de nombreux cas on ne voit pas pourquoi on classerait un conte plutôt sous telle ou telle rubrique d'Aarne.
Christine Shojaei Kawan reprend cet argument et attire l'attention sur les contes « négligés » (ceux qu'on range de gré ou de force dans une catégorie où ils seront noyés, alors qu'ils possèdent une originalité propre). Soulignant un certain nombre de difficultés pratiques de classification, elle suggère que « ce que nous appelons contes-types dérive peut-être de récits exceptionnels composés par des conteurs doués et pour la plupart fixés par une tradition littéraire, tandis que d'autres flottent plus librement », les contes-types pouvant peut-être être considérés comme « des îlots » sur « un océan de contes ».
Stith Thompson insiste sur la différenciation nécessaire, selon lui, entre conte-type et motif. Pour lui, un type est « un conte traditionnel qui a une existence indépendante ». Même si on peut le trouver associé à d'autres types dans un récit donné, « le fait qu'on puisse le rencontrer seul atteste de son indépendance ». Un type peut être constitué d'un motif unique (ce qui est souvent le cas dans les contes d'animaux, les facéties et anecdotes) ou de plusieurs (cas notamment des contes merveilleux complexes, tels Cendrillon ou Blanche-Neige). Ce point de vue est remis en cause par exemple par Joseph Courtès, qui considère qu'il n'y a entre type et motif qu'une différence de longueur et de complexité.